# Faucigny (província)

Brasão de Faucigny e da província de Faucigny.

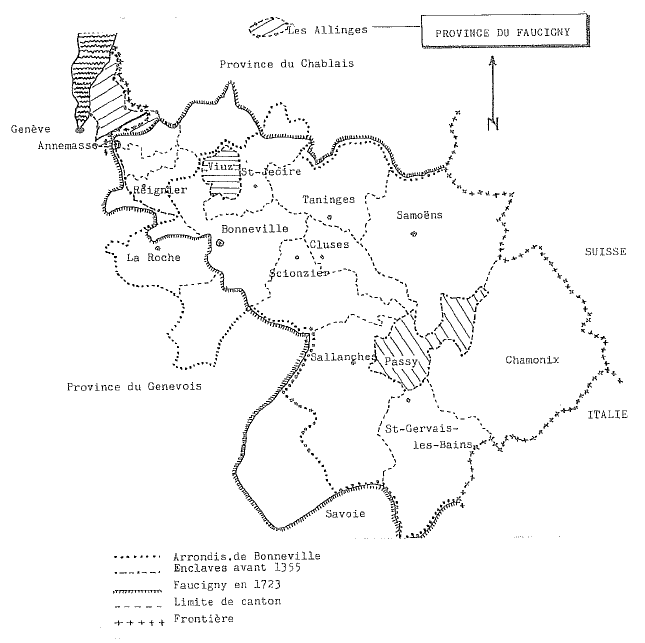
Mapa de Faucigny.

Faucigny foi uma das províncias do Ducado de Saboia e corresponde aproximadamente ao Vale do Arve e ao que é actualmente a capital de Bonneville.